# Bob Goalby
Robert George Goalby dit Bob Goalby, né le 14 mars 1929 à Belleville (États-Unis) et mort le 19 janvier 2022 dans la même ville, est un golfeur professionnel américain.
Professionnel dans les années 1950, 1960 et 1970, il est l'un des meilleurs golfeurs de cette période. Il compte quatorze victoires professionnelles dont onze sur le circuit de la PGA. Au sein de son palmarès, il compte le gain d'un tournoi majeur - le Masters en 1968 devant l'Argentin Roberto De Vicenzo. Il remporte également la Ryder Cup en 1963.

## Palmarès

### Victoires professionnelles
| N° | Date       | Circuit principal | Tournoi     | Score           | Par  | Marge  | Finaliste          |
| -- | ---------- | ----------------- | ----------- | --------------- | ---- | ------ | ------------------ |
| .  | 14/04/1968 | PGA               | The Masters | 70-70-71-66=277 | - 11 | 1 coup | Roberto De Vicenzo |